# Томашевский, Евгений Юрьевич
Евге́ний Юрьевич Томаше́вский (род. 1 июля 1987, Саратов) — российский шахматист, гроссмейстер (2005). Чемпион Европы (2009). Двукратный чемпион России (2015, 2019). Победитель командного чемпионата мира (2009) в составе команды России. Заслуженный мастер спорта России. Выпускник СГСЭУ.

## Карьера
В 2005 году дебютировал в суперфиналах чемпионатов России. После этого турнира многие посчитали Томашевского восходящей звездой российских шахмат. Многократный участник суперфиналов (2007, 2008, 2009, 2010, 2016, 2017, 2018, 2019, 2022, 2023), где неоднократно обыгрывал фаворитов турнира: в 2007 году — Петра Свидлера, в 2008 — Александра Морозевича.

## Вне шахмат
Помимо шахмат, играет в спортивную версию «Что? Где? Когда?», участвовал в чемпионате России 2008 года в составе шахматистов-профессионалов. Победитель чемпионата Азербайджана по ЧГК 2025 года в составе команды М4А1. Болеет за московский футбольный клуб «Спартак».

## Достижения

### Личные
- Чемпион России по классическим шахматам 2015 и 2019 гг.[2][8]
- Третий призёр чемпионата России по классическим шахматам 2007, 2016, 2018, 2022 гг.[9]
- Победитель Высшей лиги чемпионата России по шахматам в 2009 году[9]
- Победитель турниров в Саратове 2006 и 2007 годов[9].
- Чемпион Европы 2009 года[10].
- Бронзовый призёр чемпионата России по быстрым шахматам 2022 г.[11]

### Командные
- В составе сборной России:
победитель командного чемпионата мира 2009 года[3][9];
победитель командного чемпионата Европы 2015 года;
серебряный призёр Всемирной шахматной олимпиады 2012 года;
бронзовый призёр Всемирной шахматной олимпиады 2016 года;
серебряный призёр командного чемпионата Европы 2009 года;
бронзовый призёр командного чемпионата Европы 2013 года.
- Вместе с командой Саратовского университета дважды побеждал в Еврокубках[9].

## Изменения рейтинга
| Графики недоступны из-за технических проблем. См. информацию на Фабрикаторе и на mediawiki.org. |